# مشاهدات عدسية صغرية في فيزياء الفلك

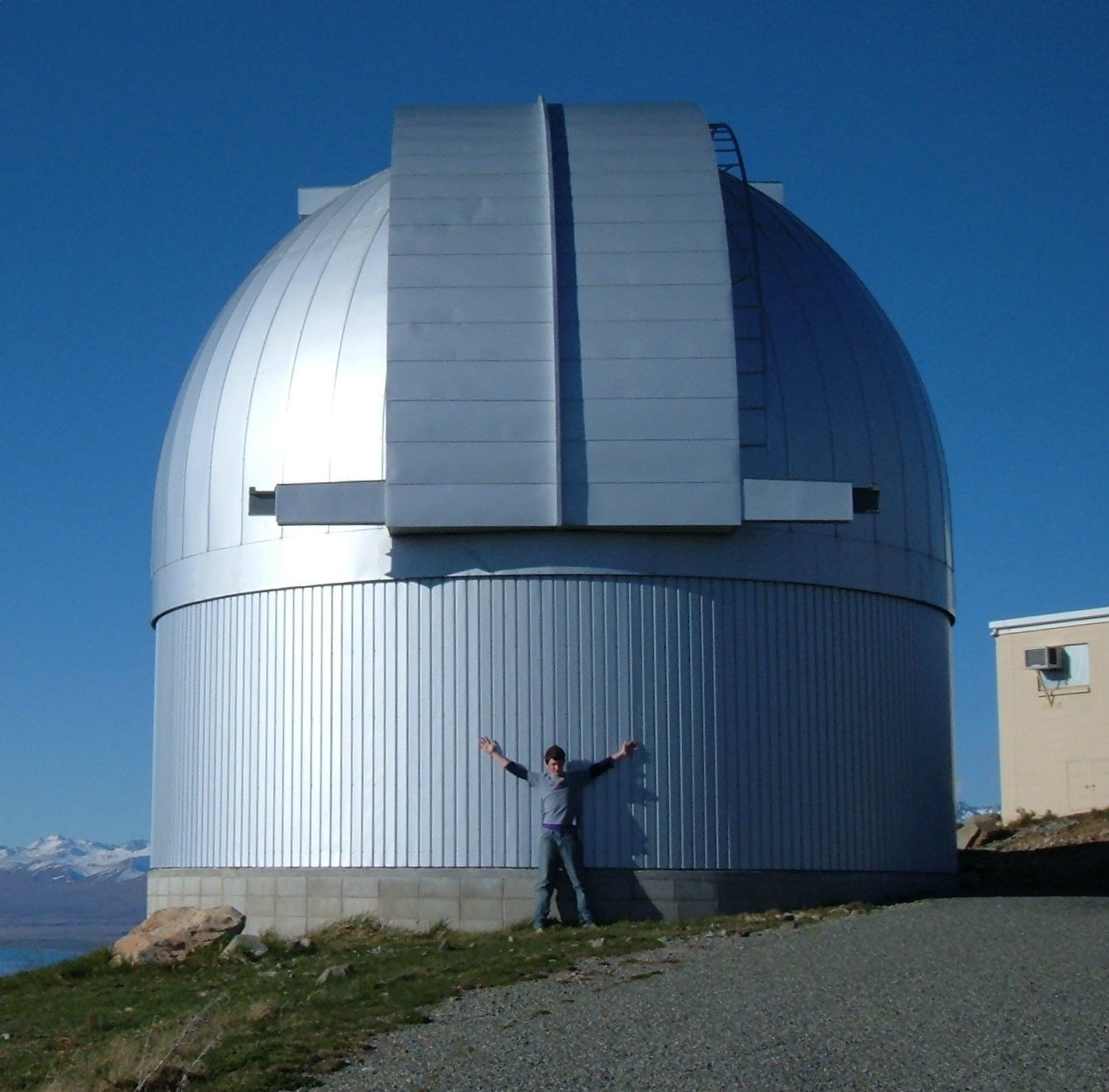
تلسكوب (MOA) على قمة جبل "مونت جون ".

مشاهدات العدسية الصغرية في فيزياء الفلك (بالإنجليزية:Microlensing Observations in Astrophysics أو اختصارا (MOA)) هو مشروع في البحث العلمي تعاوني بين معاهد بحوث في نيوزيلندا واليابان ، ويشرف عليها الأستاذ الدكتور «يشوشي موراكي» من جامعة ناجويا . يقوم هذا المشروع باستخدام الظاهرة الطبيعية المسماة عدسية صغرية جذبية لرصد المادة المظلمة وكواكب خارج المجموعة الشمسية وكذلك دراسة أجواء النجوم في النصف السماوي الجنوبي .
ويركز العلميون في تلك المجموعة على اكتشاف ومشاهدة العدسية الصغرية الجدبية وما يمكن أن يكتسب من تضخيماتها 100 مرة أو يزيد في البحث عن كواكب خارج المجموعة الشمسية. وتشترك تلك المجموعة مع مجموعات من الفلكيين في أستراليا والولايات المتحدة وبلاد أخرى في تلك الأبحاث. ويقوم مرصد جامعة مونت جون في نيوزيلندا بعمليات رصد يستخدم فيها مرآة تلسكوب قطر 8و1 متر أنشيء خصيصا لهذا الرصد .

## صور لتلسكوب MOA

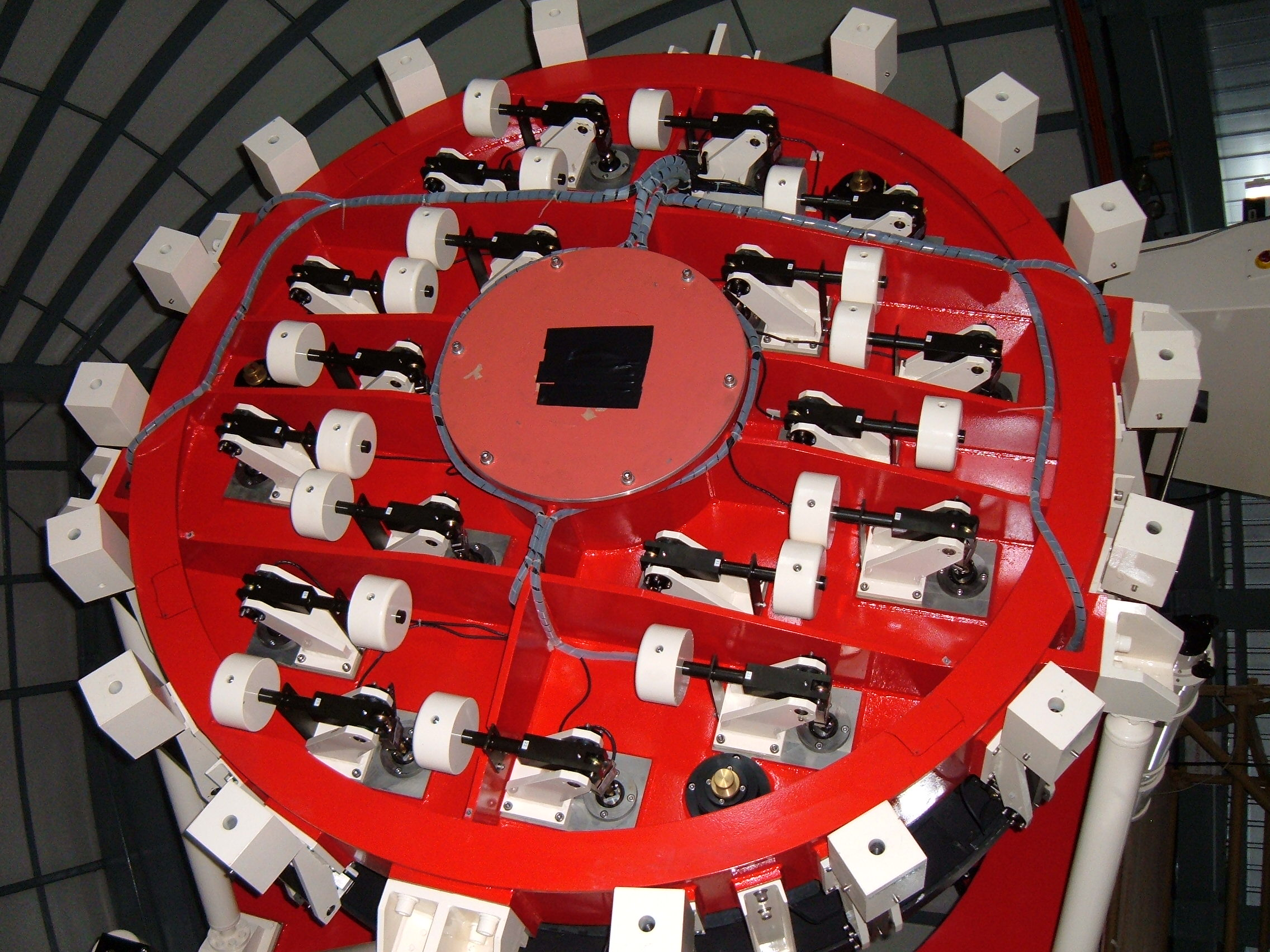
الجزء الأسفل للمرآة الرئيسية
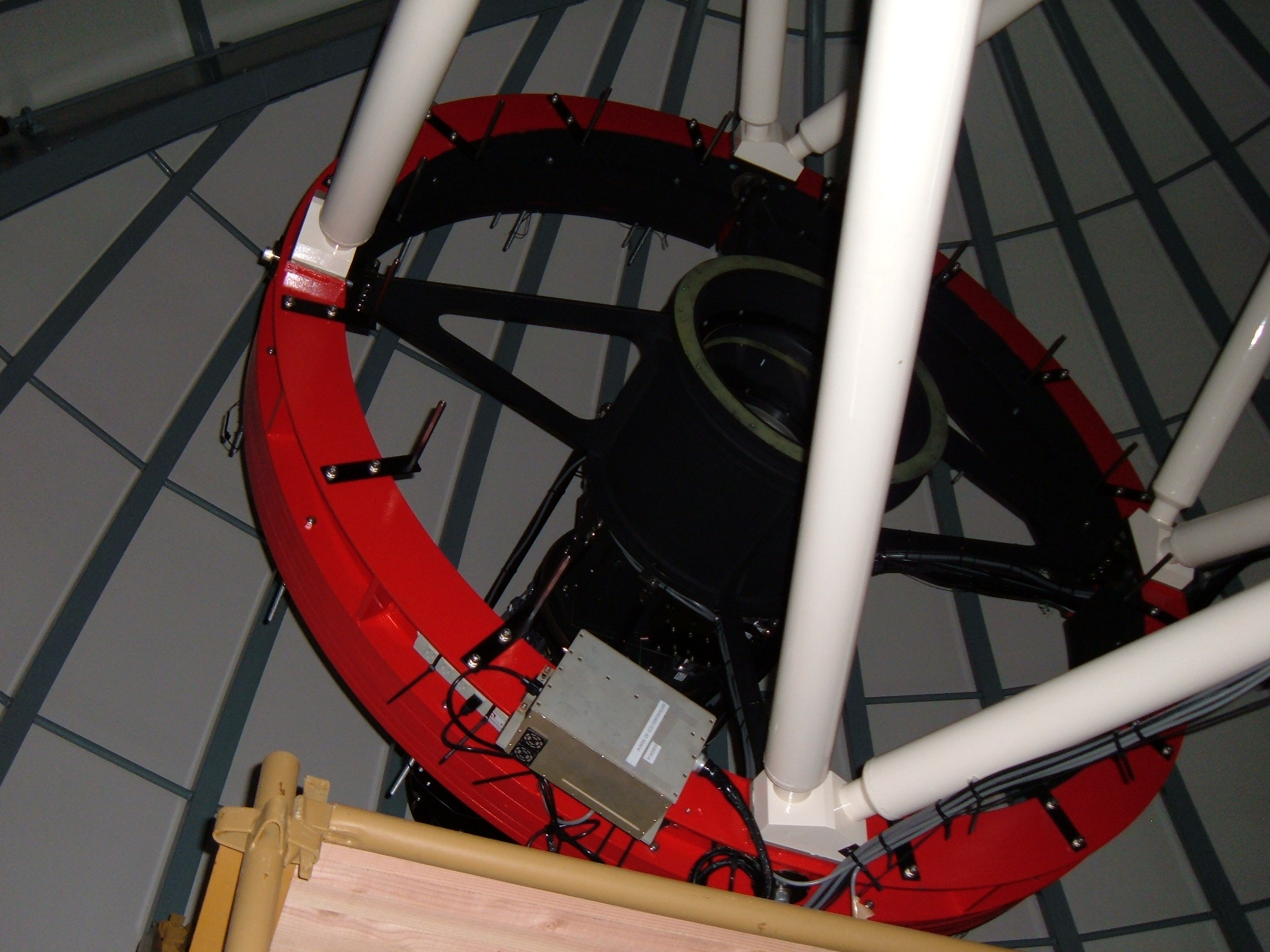
نظام الكاميرا
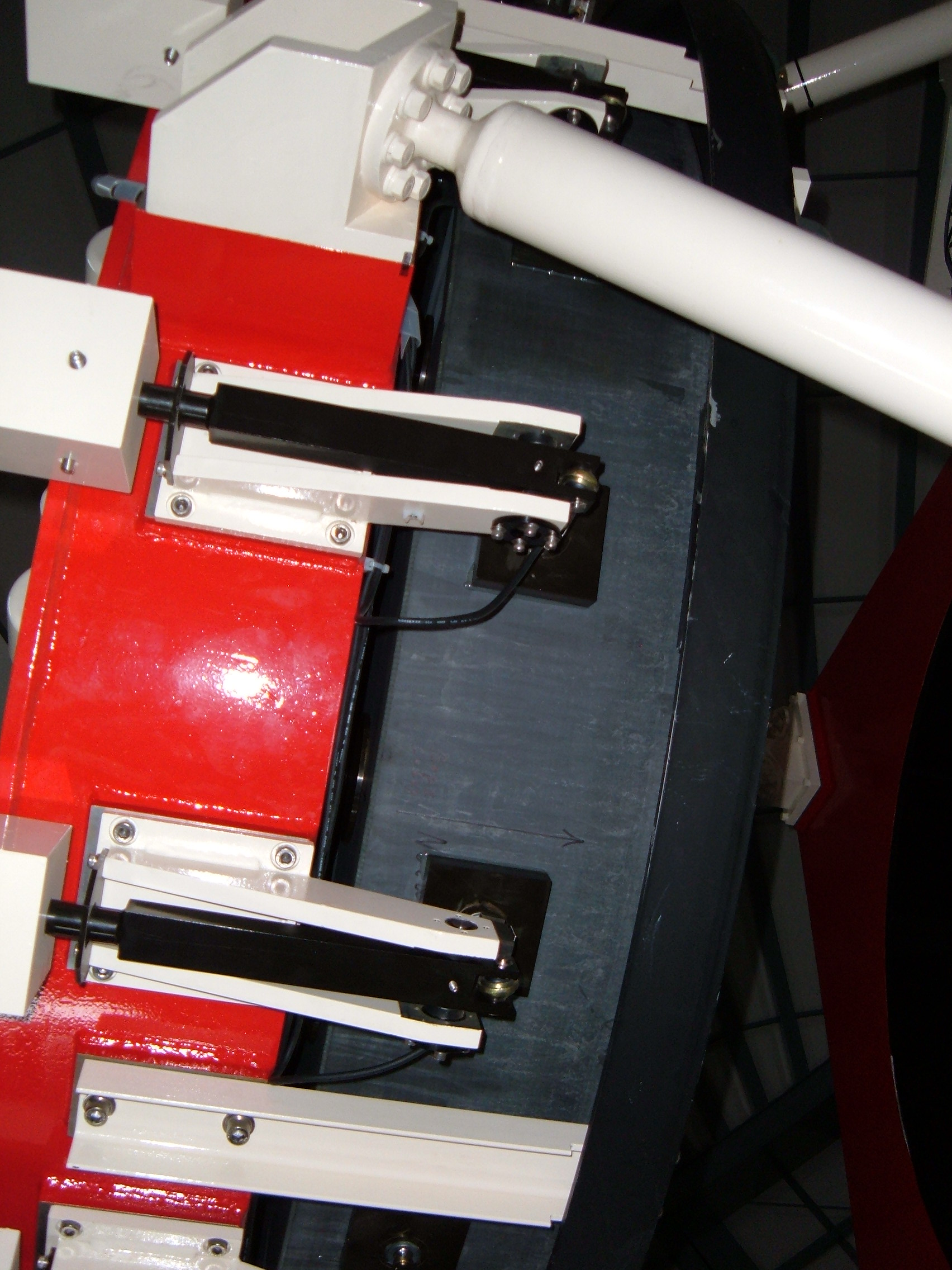
المرآة الرئيسية ، صورة من الجانب

## الاكتشافات
كانت أحدث الاكتشافات هو اكتشاف أصغر «أرض عظمى» وجدت حتى الآن، وهو كوكب خارج المجموعة الشمسية، وتبلغ كتلته 3و3 كتلة أرضية (يونيو 2088) . وقد اكتشف كوكب آخر من قبل، في يناير 2006 ، وتبلغ كتلته 5و5 كتلة أرضية وذلك بالتعاون مع مشروع OGLE ومشروع PLANET.
حتى عام 2012 اعلنت المجموعة العلمية المختصة بالمشروع عن اكتشافاتها التالية :